# I Bóg stworzył kobietę
I Bóg stworzył kobietę (fr.  Et Dieu... créa la femme) – francuski melodramat z 1956 roku w reżyserii Rogera Vadima. W roli głównej wystąpiła ówczesna żona reżysera, Brigitte Bardot, z której film ten uczynił gwiazdę światowego formatu. Zdjęcia kręcono w Saint-Tropez, Gassin, Croix-Valmer i Ramatuelle.

## Opis fabuły
Młoda osiemnastoletnia Juliete Hardy (Brigitte Bardot) jest sierotą i mieszka u swych opiekunów w Saint-Tropez. Piękną dziewczynę na wychowanie przyjęło starzejące się bezdzietne małżeństwo. Juliete pracuje w księgarni. Dziewczyna nie zadaje sobie żadnego trudu, by ukrywać przed mężczyznami prowokacyjną urodę. Interesuje się nią 40-letni Eric Carradine (Curd Jürgens), bogaty właściciel jachtu. Dziewczyna niewiele sobie robi z jego propozycji luksusowego życia i wychodzi za mąż za młodego Michela Tardieu. Wkrótce jednak sytuacja się komplikuje.

## Obsada
- Brigitte Bardot – Juliete Hardy
- Curd Jürgens – Eric Carradine
- Jean-Louis Trintignant – Michel Tardieu
- Christian Marquand – Antoine Tardieu
- Georges Poujouly – Christian Tardieu
- Marie Glory – pani Tardieu
- Roger Vadim – przyjaciel Antoine'a